# ويلي فوجيرير
ويلي فوجيرير (بالألمانية: Willi Fuggerer) مواليد 11 سبتمبر 1941 في نورنبرغ - الوفاة سبتمبر 2015، كان دراج ألماني. سبق أن شارك في دورة الألعاب الأولمبية الصيفية وفاز بميدالية أولمبية.

## الميداليات
| الميدالية | المسابقة                       |
| --------- | ------------------------------ |
| برونزية   | الألعاب الأولمبية الصيفية 1964 |

## روابط خارجية
- ويلي فوجيرير على موقع أرشيف الدراجات (الإنجليزية)
- ويلي فوجيرير على موقع اللجنة الأولمبية الدولية (الإنجليزية)
- ويلي فوجيرير على موقع أوليمبيديا (الإنجليزية)